# Sobrevivente designado
Nos Estados Unidos, um sobrevivente designado (designated survivor) ou sucessor designado (designated successor) é um membro do Gabinete dos Estados Unidos indicado para ficar em um local  fisicamente distante, seguro e secreto quando o Presidente e outros líderes do país (p.ex. o Vice Presidente e membros do gabinete) estão reunidos num mesmo local, como durante discursos sobre o Estado da União e cerimônias de posse presidencial. Isso é feito para manter a continuidade do governo no caso de um evento catastrófico que mate muitos oficiais na linha de sucessão presidencial. Na ocorrência de um evento no qual morram tanto o presidente quanto o vice-presidente, o oficial sobrevivente de mais alto posto na linha, possivelmente o sobrevivente designado, se tornaria o Presidente em Exercício dos Estados Unidos segundo a lei de sucessão presidencial (Presidential Succession Act).

## História
A prática de nomear um sobrevivente designado originou-se durante a Guerra Fria em meio ao medo de um ataque nuclear. Somente membros do Gabinete que sejam elegíveis para suceder à presidência (isto é, cidadãos naturais acima de 35 anos) são escolhidos como sobreviventes designados. Por exemplo, a Secretária de Estado Madeleine Albright não era cidadã natural (tendo imigrado aos Estados Unidos com 9 anos vinda da Tchecoslováquia) e portanto foi preterida na linha oficial de sucessão a presidência. O sobrevivente designado recebe segurança e transporte de nível presidencial durante o evento. Um auxiliar carrega a nuclear football (pasta com instruções para um ataque nuclear) consigo. Contudo, ele não recebe instruções sobre o que fazer caso outros sucessores à presidência sejam mortos.
Desde 2005, membros do Congresso também serviram como sobreviventes designados. Além de servir como uma rump legislature no caso em que todos os seus colegas forem mortos, um representante e senador sobreviventes poderiam ascender aos cargos de Presidente da Câmara e Presidente Pro Tempore do Senado, cargos que se seguem imediatamente a vice-presidente na linha de sucessão. Se um parlamentar sobrevivente for Presidente da Câmara ou Presidente Pro Tempore - como nos discursos do Estado da União de 2005, 2006 e 2007 , em que o presidente pro tempore Ted Stevens (R-Alasca) ou o senador Robert Byrd (D-Virgínia Ocidental) também eram sobreviventes designados - ele ou ela se tornariam o presidente em exercício, em vez do membro do Gabinete sobrevivente. No entanto não está claro se um outro legislador poderia fazê-lo sem primeiro ter sido eleito para essa posição de liderança por um quorum de sua respectiva casa.
No Discurso do Estado da União de 2010, o Secretário de Habitação e Desenvolvimento Urbano Shaun Donovan foi o sobrevivente designado. A Secretária de Estado Hillary Clinton também estava ausente do discurso. Porém, regras do Serviço Secreto preveniam que Clinton fosse nomeada sobrevivente designada já que era de conhecimento público que ela estava em uma conferência em Londres durante o evento. Se uma calamidade acontecesse em Washington, Clinton (e não Donovan) se tornaria Presidente em Exercício, já que o cargo dela é mais alto na linha de sucessão.